# Matthias Langhoff

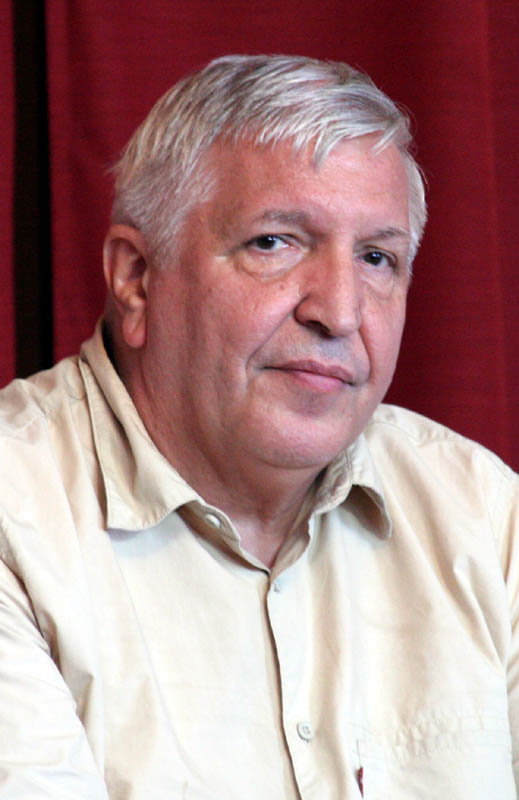
Matthias Langhoff, 2011

Matthias Langhoff (* 9. Mai 1941 in Zürich) ist ein deutscher Theaterregisseur.
Er ist der Sohn des Schauspielers und Regisseurs Wolfgang Langhoff, Bruder des Regisseurs Thomas Langhoff und Vater der Autorin Anna Langhoff sowie des Regisseurs Caspar Langhoff. Er gilt als einer der bedeutendsten Theaterregisseure des deutschsprachigen und französischsprachigen Raums.

## Leben
Langhoff begann als Regieassistent am Berliner Ensemble und brachte 1963 seine erste eigene Regiearbeit heraus. 1969 begann an der Berliner Volksbühne seine Zusammenarbeit mit Manfred Karge, mit dem er gemeinsam ab 1978 im Westen, vor allem in der Bundesrepublik Deutschland (u. a. 1980–1983 in Bochum), in Österreich und Frankreich, inszenierte. Von 1989 bis 1991 war er Direktor des Théâtre Vidy-Lausanne in Lausanne. Nach seiner Rückkehr nach Berlin war er in der Spielzeit 1992/93 Kodirektor und Gesellschafter des Berliner Ensembles.
Heute lebt er in Paris und ist als freier Theater- und Opernregisseur international tätig. Langhoff ist unter anderem Mitglied der Akademie der Künste Berlin und Offizier der Légion d’honneur in Frankreich. Langhoff war in erster Ehe mit Michèle Wolf, der Tochter von Stephanie Eisler verheiratet, aus zweiter und dritter Ehe (mit der Schauspielerin und Regisseurin Laurence Calame) hat er drei Kinder: Anna, Anton und Caspar Langhoff (ebenfalls Regisseur).

## Theaterkarriere
Langhoff begann zusammen mit Manfred Karge als Regisseur am Berliner Ensemble unter der Leitung Helene Weigels. Langhoffs und Karges erste Inszenierung im Jahr 1963 Das kleine Mahagonny war ein großer Erfolg. Als junges Regisseurduo arbeiteten sie fortan am Berliner Ensemble und vertraten dieses Theater schon in den 1960er Jahren mit Gastspielen in Frankreich, England und dem sozialistischen Ausland. In den 1970er Jahren wechselte das Regisseursduo an die Volksbühne, wo sie zusammen mit dem damaligen Intendanten Benno Besson und den Regisseuren Fritz Marquardt, Heiner Müller, dem Bühnenbildner Gero Troike und anderen namhaften DDR-Künstlern die berühmte Volksbühnenära nach 1945 gestalteten, auf der auch Frank Castorf während seiner Intendanz von 1992 bis 2017 inhaltlich sowie ästhetisch aufbaute.
Das Regisseurduo Karge/Langhoff begann ab 1977, nach Weggang des Intendanten Benno Besson aus der DDR, und nachdem beide die Protestresolution gegen die Ausbürgerung Wolf Biermanns unterzeichnet hatten, im Westen zu arbeiten und zu leben. Genf, Bochum, Hamburg, Wien waren die Städte, in denen sie an den großen Häusern inszenierten. Mitte der 1980er Jahre beendeten sie ihre Zusammenarbeit und inszenierten fortan getrennt. Karge, der auch Schauspieler ist, schrieb ziemlich erfolgreich Theaterstücke, Langhoff arbeitete zunehmend im französischsprachigen Ausland, bis er nach Paris zog. Er ist heute einer der namhaftesten internationalen Regisseure, dessen Inszenierungen auch in Frankreich legendär sind. Außerdem arbeitete er u. a. in Italien, Griechenland, Spanien, der Schweiz.
Kurzzeitig leitete er in den 1990er Jahren zusammen mit Heiner Müller das Berliner Ensemble in Berlin, stieg aber aus der Intendanz aus. Die Gründe hierzu veröffentlichte er in der vom Berliner Ensemble herausgegebenen Drucksache in einem Brief an den Kultursenator. Langhoff sind wichtige Uraufführungen zu verdanken von Autoren wie Thomas Brasch und Heiner Müller, mit dem ihn eine lebenslange Arbeitsfreundschaft verband.

## Inszenierungen (Auswahl)
- 1963 Das kleine Mahagonny, Brecht, Berlin
- 1966: Bertolt Brecht: Der Brotladen (Brecht-Abend Nr. 4) – Regie mit Manfred Karge (Berliner Ensemble)
- 1967: Bertolt Brecht: Aufstieg und Fall der Stadt Mahagonny – Regie mit Manfred Karge (Berliner Ensemble)
- 1969: Aischylos: Sieben gegen Theben – Regie mit Manfred Karge (Berliner Ensemble)
- 1973: Henrik Ibsen: Die Wildente – Regie mit Manfred Karge (Volksbühne Berlin)
- 1974: Francisco Pereira da Silva: Speckhut – Regie mit Manfred Karge (Volksbühne Berlin)
- 1974: Christoph Hein: Schlötel oder Was solls – Regie mit Manfred Karge (Volksbühne Berlin)
- 1975 Die Schlacht, Müller, Berlin
- 1978 Fatzerfragmente, Brecht
- 1979 König Lear, Shakespeare, Rotterdam
- 1980 Woyzeck, Büchner (Langhoff gab seiner Inszenierung den Titel Marie. Woyzeck, vgl. Theater heute, 1981/22)
- 1985 Stichtag, Hürlimann
- 1986 Prawda, Brenton/Hares, Hamburg
- 1988 Fräulein Julie, Strindberg
- 1988 Ödipus, Tyrann, Müller
- 1989 Der Auftrag, Müller
- 1989 Der grüne Kakadu, Schnitzler
- 1992 Gier unter Ulmen, O’Neill, Rennes
- 1993 Simon Boccanegra, Verdi, Frankfurt/Main
- 1993/94 Drei Schwestern, Tschechow, Rennes
- 1995 Richard III., Shakespeare, Avignon
- 1996 Totentanz, Strindberg, Paris
- 1999 Don Giovanni, Mozart, Genf
- 1999 Die Trachinierinnen des Sophokles oder Macht Liebe Tod, Thomas Brasch nach Ezra Pound, Berlin
- 2001 Der Revisor, Gogol, Genova
- 2002 Lenz, Leonce und Lena, an Büchner angelehnte Collage, Paris
- 2009 Im Dickicht der Städte, Brecht, Linz
- 2009 Un Cabaret Hamlet, Théâtre de l’Odéon Paris
- 2009 Dieu comme patient, nach Lautréamont, Théâtre de la Ville Paris
- 2010 Maß für Maß, Shakespeare, Hungarian State Theater Cluj Napoca

## Filmografie
- 1975: Die Wildente (Theateraufzeichnung – Regie)

## Auszeichnungen und Preise
- 1975 Kunstpreis der DDR
- 1993 Verleihung des Offizierstitels der Legion d'Honneur vom Französischen Kulturminister
- 1993/94 vom Verband der Theater- und Musikkritiker in Paris
- 1994 Auszeichnung für Tschechows Drei Schwestern als bestes Theaterstück der Saison